# 섬망
섬망(譫妄, delirium)은 의학적 이유로 인해 일반적으로 수 시간에서 수 일에 걸쳐 나타나는 급성 혼란 상태이다. 신체 또는 정신적 질병, 극심한 불안, 약물 또는 다양한 원인으로 발생할 수 있다. 특히 노인, 중환자실에 입원한 환자, 수술 전 또는 끝나고 회복 중인 환자에게서 많이 나타난다. 중환자의 섬망은 높은 사망 위험을 시사한다.
증상은 다양하며 주의력 문제, 기억장애, 방향감각 상실, 무질서한 사고, 언어 장애, 수면 패턴 이상, 정신증이나 망상, 환각 등 지각장애, 정서불안, 활동성의 저하 또는 과잉 등이 나타날 수 있다. 각성 정도는 다양하여 혼수 상태인 경우, 정상적인 각성 상태인 경우, 고조된 과잉 행동 상태인 경우가 모두 있을 수 있으며 여러 상태가 번갈아가며 나타나는 환자도 있다.

## 참고자료
진전섬망